# Лібігіт
Лібігіт, лібіґіт (рос. либигит; англ. liebigite; нім. Uranothallit m, Liebigit m) — мінерал, водний карбонат урану і кальцію шаруватої будови. За прізв. нім. хіміка Ю.Лібіґа (J.Liebig), J.L.Smith, 1848. Синоніми: ураноталіт (A.Schrauf, 1882).

## Опис
Хімічна формула: Ca2UO2 [CO3]3·11 H2O. Містить (%): CaO — 15,19; UO3 — 36,57; CO2 — 23,83; H2O — 24,40. Сингонія ромбічна. Ромбопірамідальний вид. Форми виділення: найчастіше зернисті, лускуваті агрегати, а також ізометричні, короткопризматичні кристали. Колір зелений, жовто-зелений. Густина 2,14. Тв. 2,5 — 3. Спайність по (100). Блиск скляний, на площинах спайності з перламутровим полиском. При вивітрюванні втрачає прозорість і стає вохристим.

## Поширення
Поширений в зоні окиснення уранових родовищ як продукт зміни уранініту, та у ванадієносних вапняках з уранінітом, карнотитом, тюямунітом та ін.
Зустрічається в ванадієносних вапняках з уранінітом, карнотитом, тюямунітом, а також у зоні окиснення уранових родовищ. Рідкісний.